# Aluniș, Buzău
Aluniș este un sat în comuna Colți din județul Buzău, Muntenia, România. Se află în zona de munte a județului.